# Басланди
Басланди́ (каз. Басланды) — село у складі Шардаринського району Туркестанської області Казахстану. Входить до складу Коксуського сільського округу.
У радянські часи село називалось Ферма № 3 совхоза Коксуйський.
Населення — 293 особи (2021; 225 у 2009, 222 у 1999, 196 у 1989).